# 比爾·哈德
小威廉·托马斯·哈德（英語：William Thomas Hader Jr.，1978年6月7日—）是美國的一位演員、製作人、配音演員、喜劇演員。他出生在俄克拉何馬州。現在育有三個女兒。

## 外部連結
- 比爾·哈德在互联网电影资料库（IMDb）上的資料（英文）